# 新横滨拉面博物馆
新横滨拉面博物馆（日语：新横浜ラーメン博物館），是位于日本神奈川县横滨市港北區新橫濱的一座以拉面为主题的美食广场。其中开设了全国各地著名的拉面店，以及纪念品商店、零食店、咖啡店等。

## 历史
新横滨拉面博物馆位于横滨市新横滨站北口附近。馆内以日清方便面诞生的1958年为背景的街道样式装潢。
以“不用乘飞机也能吃遍全国各地拉面”为理念，馆内地下1层与地下2层可以品尝到全国各地的拉面。除了常设店铺外，也有期间限定的品种。能够体验到全国各地不同的拉面文化。

## 设施
- 地上1层
  - 展示区、商店
- 地下1层
  - 拉面店、零食店、咖啡店
- 地下2层
  - 拉面店、活动广场